# Detlof von Oertzen

Wappen der Familie von Oertzen

Detlof Maximilian von Oertzen (* 24. September 1886 in Schwerin; † 9. Januar 1959 in Eltville) war ein deutscher Verwaltungsjurist.

## Leben
Detlof von Oertzen war ein Sohn des mecklenburgischen Gesandten in Berlin und späteren Chefs der Verwaltungsbehörde des Großherzoglichen Haushalts Fortunat von Oertzen (1842–1922) auf Roggow und dessen Frau Adele Luise, geb. Gräfin von Bassewitz aus dem Haus Bristow (1847–1910). Wilhelm von Oertzen (1883–1945) war sein älterer Bruder. Bernhard von Bassewitz-Levetzow sowie Carl von Bassewitz-Levetzow waren seine Onkels.
Er besuchte das Kaiser-Wilhelm-Gymnasium in Berlin bis zum Abitur Michaelis 1904 und studierte Rechtswissenschaften an den Universitäten Lausanne, München, Berlin und Rostock. In Rostock wurde er 1911 zum Dr. jur. promoviert. Anschließend trat er in den Verwaltungsdienst von Mecklenburg-Schwerin. Im Ersten Weltkrieg war er im Rang eines Rittmeisters in verschiedenen Verwaltungsfunktionen eingesetzt, so 1917 im Verwaltungsstab des Deutschen Oberkommandos in Rumänien. Nach Kriegsende wurde er Oberregierungsrat im Reichsfinanzministerium. Er war Mitglied der deutschen Kriegslastenkommission in Paris. Seit 1924 praktizierte er als Rechtsanwalt in Rostock und als Syndikus der Mecklenburgischen Ritterschaft und des Mecklenburgischen Ritterschaftlichen Kreditvereins mit Sitz in Rostock, wurde zuletzt dort einer von dessen fünf Hauptdirektoren.
1936 trat er zunächst, offiziell aus Krankheitsgründen wegen eines chronischen Magenleidens, in den Ruhestand. Im Zweiten Weltkrieg wurde er als Kriegsverwaltungsabteilungschef reaktiviert; von 1940 bis 1944 leitete er die Gruppe Finanzen beim Militärbefehlshaber Frankreich.
Detlof von Oertzen war in der Evangelisch-Lutherischen Landeskirche Mecklenburg engagiert. Bereits 1918 trat er als Ehrenritter dem Johanniterorden bei, wurde 1931 Rechtsritter der Kongregation. Von 1947 bis 1949 war er Beisitzer im Kirchengericht. Daneben wirkte er als Kirchlicher Gewährsmann beim Aufbau der CDU in Mecklenburg.
Er war verheiratet mit Viktoria, geb. von Blücher (1895–1977). Von seinen vier Kindern wanderte der Sohn Fortunat (Hans-Konrad Anton) von Oertzen (* 1928) 1952 nach Namibia aus. Die jüngste Tochter Maja von Oertzen (* 28. Oktober 1935 in Rostock) heiratete Klaus von Beyme.

## Werke
- Der Versicherungsschein. Diss. Rostock 1911